# Loma Bonita, Oaxaca de Juárez
Loma Bonita är en ort i Mexiko.   Den ligger i kommunen Oaxaca de Juárez och delstaten Oaxaca, i den sydöstra delen av landet, 400 km sydost om huvudstaden Mexico City. Loma Bonita ligger 1 669 meter över havet och antalet invånare är 185.
Terrängen runt Loma Bonita är varierad. Runt Loma Bonita är det tätbefolkat, med 881 invånare per kvadratkilometer. Närmaste större samhälle är Oaxaca de Juárez, 5,4 km söder om Loma Bonita. Omgivningarna runt Loma Bonita är en mosaik av jordbruksmark och naturlig växtlighet.